# Kazimiera Iłłakowiczówna

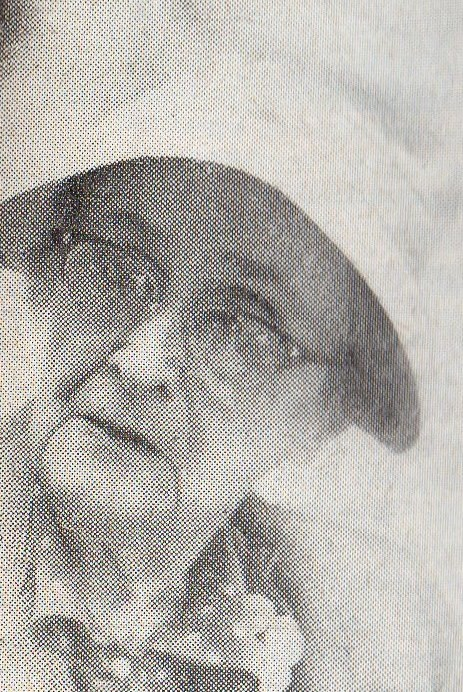
Zdjęcie z około 1982

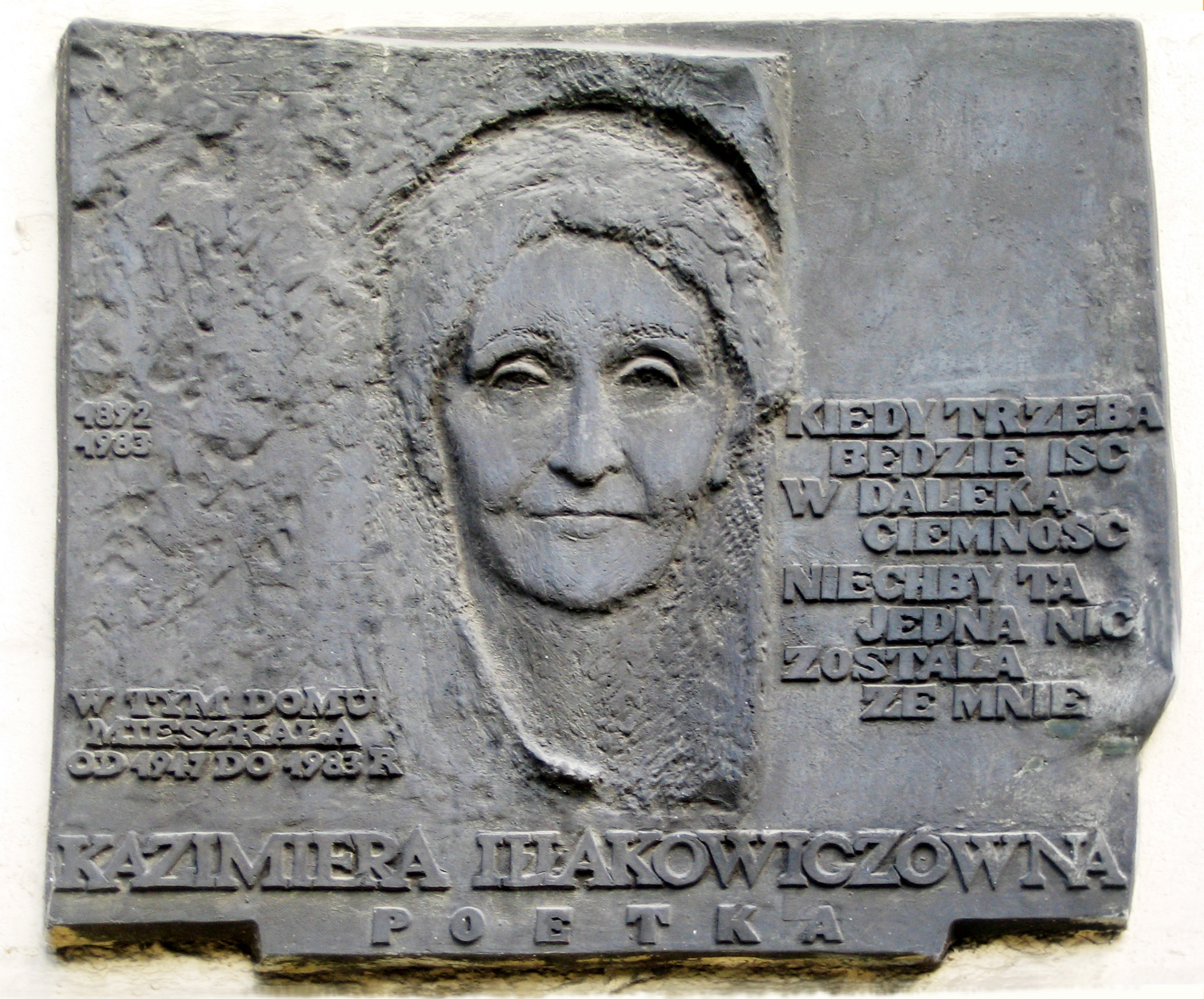
Tablica pamiątkowa przed muzeum poetki w Poznaniu

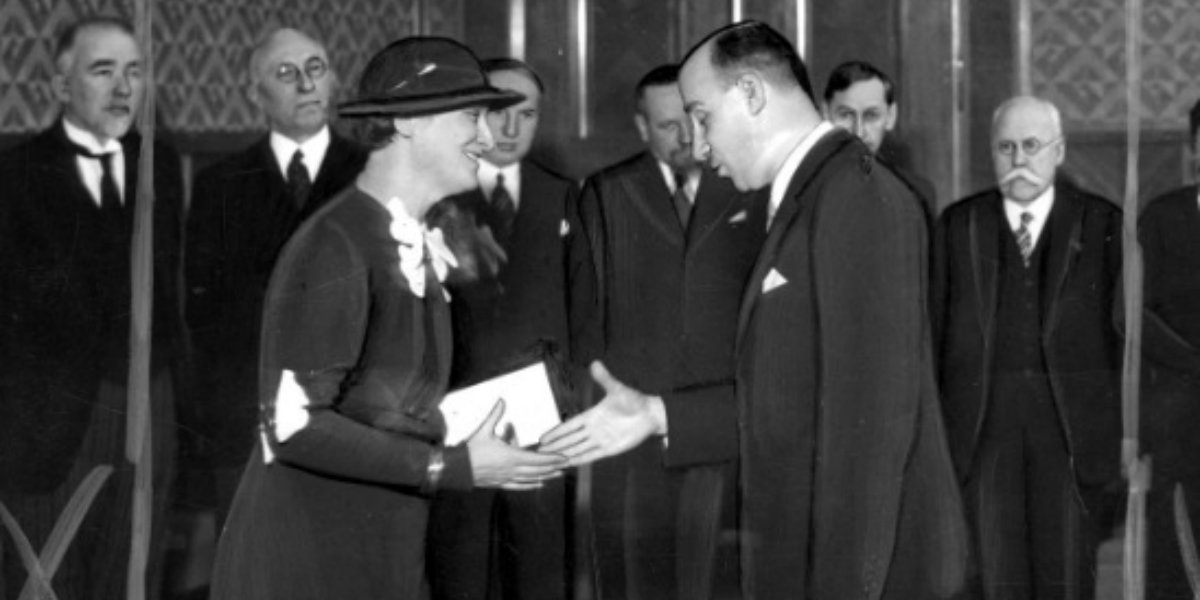
Wręczenie Kazimierze Iłłakowiczównie Państwowej Nagrody Literackiej za rok 1934 przez ministra wyznań religijnych i oświecenia publicznego Wacława Jędrzejewicza w styczniu 1935

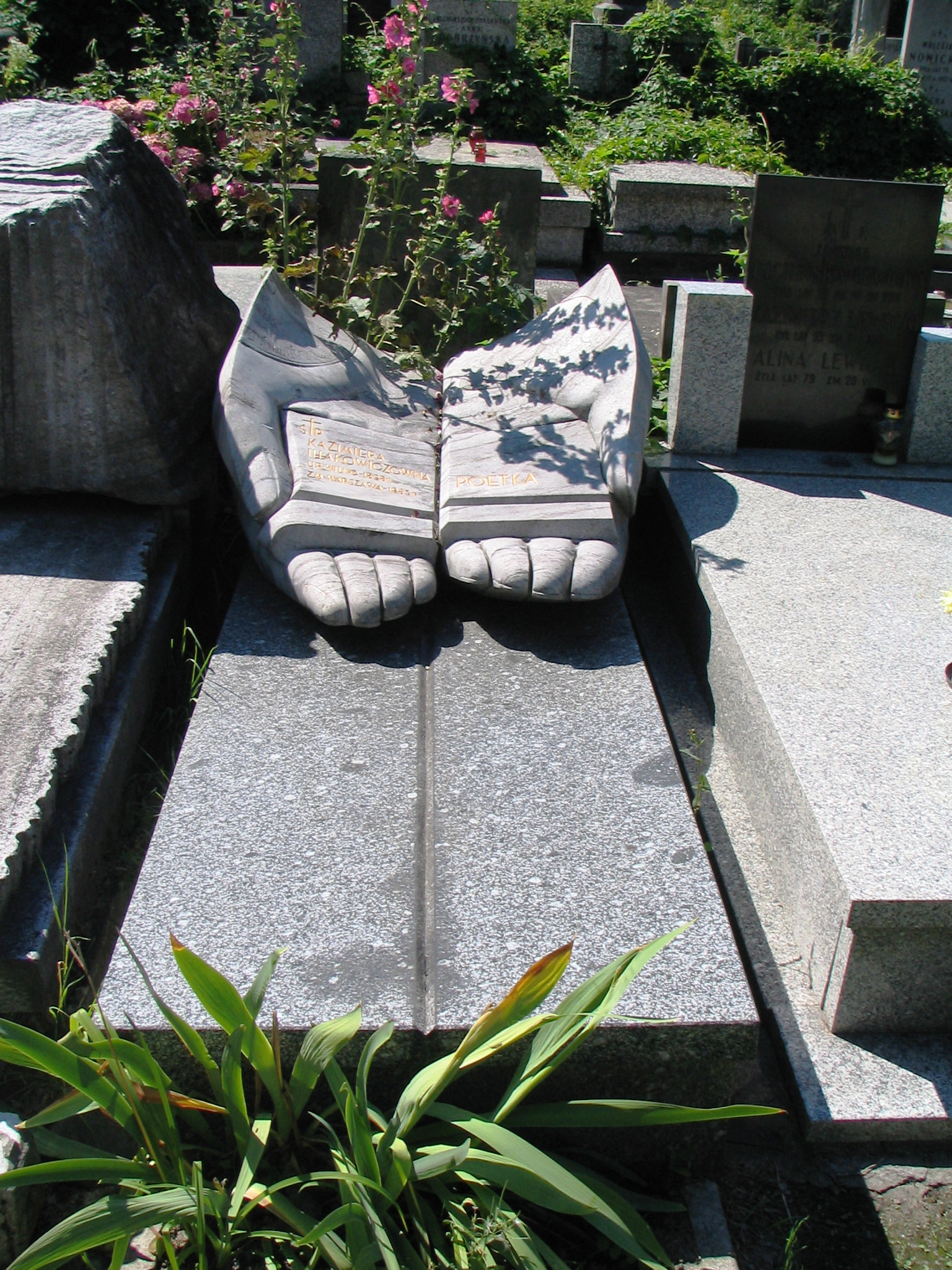
Grób Kazimiery Iłłakowiczówny na cmentarzu Powązkowskim w Warszawie, 27 lipca 2008

Kazimiera „Iłła” Iłłakowiczówna (ur. 6 sierpnia 1892 w Wilnie, zm. 16 lutego 1983 w Poznaniu) – polska poetka, prozaiczka, dramaturżka i tłumaczka.

## Życiorys
Była nieślubną córką Barbary Iłłakowiczówny i Klemensa Zana (syna Tomasza Zana „Promienistego”, bliskiego przyjaciela Adama Mickiewicza). Została wcześnie osierocona i wychowywała się u krewnych, przygarnęła ją Zofia Buyno z Plater-Zyberków, która stała się swego rodzaju przybraną matką poetki.
Naukę domową kontynuowała w ostatnich latach gimnazjum na pensji Cecylii Plater w Warszawie, a maturę uzyskała w gimnazjum petersburskim (1910), na przełomie 1908 i 1909 studiowała w college’u dla cudzoziemek (Norham Hall) w Oksfordzie, a od 1910 do 1914 na Uniwersytecie Jagiellońskim (brała wówczas udział w strajku studenckim). W latach 1915–1917 służyła jako sanitariuszka w armii rosyjskiej przy polskim oddziale w 6 Oddziale Sanitarnym Wszechrosyjskiego Związku Ziemskiego. Została odznaczona Złotym i Srebrnym Medalem św. Jerzego Od 15 listopada 1918 pracowała w MSZ, w latach 1926–1935 była osobistym sekretarzem Józefa Piłsudskiego, a po jego śmierci znów w MSZ. Radczyni referatu politycznego w Gabinecie Ministra MSZ w 1938. W latach 1936–1938 odbyła tournée po Europie z wykładem o marszałku Piłsudskim. W okresie międzywojennym jej utwory publikowała prasa literacka w tym między innymi wydawana w Poznaniu Tęcza. W 1939 ewakuowała się do Rumunii (m.in. w Klużu), gdzie spędziła wojnę. W 1947 wróciła do Polski i zamieszkała w Poznaniu, w którym w 1983 zmarła.
Należała do najwybitniejszych postaci życia literackiego Warszawy w dwudziestoleciu międzywojennym. Wyrazista osobowość, żywa inteligencja, siła woli, elegancja, także pewna kapryśność i nieprzewidywalność w kontaktach z ludźmi czyniły z niej osobę fascynującą towarzysko, chociaż trudną. We wczesnej młodości fascynował ją ruch feministyczny, żywy już w okresie modernizmu. Zawsze jednak, głęboko wierząca, czuła silną więź z duchowością chrześcijańską. Iłłakowiczówna miała rozległy krąg przyjaciół, wśród których byli Witkacy, Julian Tuwim (po jego śmierci poświęciła mu wzruszające wspomnienie Pozgonne Tuwimowi), Maria Dąbrowska (porównująca ją w swym Dzienniku do hiszpańskiej mistyczki św. Teresy z Ávili). Po wojnie, pozbawiona pracy etatowej (łudziła się, że w nowym systemie politycznym odzyska jednak posadę w MSZ), osiadła w Poznaniu, zajmując się przekładami literatury europejskiej (Goethe, Tołstoj) i nauczaniem języka angielskiego oraz śledząc bacznie życie polityczne (po wypadkach poznańskich w czerwcu 1956, kiedy w krwawych starciach ginęli demonstrujący robotnicy, napisała wiersz Rozstrzelano moje serce w Poznaniu). W ostatnich latach życia, po nieudanej operacji jaskry, była ociemniała. Żyła samotnie w bardzo skromnych warunkach, obserwowana przez służby. Jednym z jej lektorów – bo bardzo lubiła czytanie, była poznańska poetka Danuta Moroz-Namysłowska. Nigdy nie wyszła za mąż. Pochowana została na cmentarzu Powązkowskim w Warszawie (kwatera 81-3-24).
Jako poetka Iłłakowiczówna ujawnia oryginalną wyobraźnię magiczną, zmysł obserwacji, malarską i dynamiczną (niemal filmową) zdolność opisu, niezwykłe, prawie muzyczne, wyczucie rytmu tekstu, operuje też groteską, a czasem naiwną, dziecięcą tonacją wypowiedzi. Jej fantazję ukształtowało dzieciństwo, spędzone w dzikim, fascynującym pejzażu północnej Litwy. Wpłynęła też na nią tradycja literacka: barok (np. Józef Baka) i romantyzm. Pośród poetów polskich XX wieku pokrewny jej wydaje się symbolista Bolesław Leśmian, jednak Iłłakowiczówna w swym wyrazistym obrazowaniu omija język symboli. Związana towarzysko z grupą „Skamander” zachowała odrębny i niepowtarzalny charakter swej poezji. Odmiennie też niż inna poetka z kręgu „Skamandra”, Maria Pawlikowska-Jasnorzewska, rzadko ujawniała bezpośrednią, kobiecą emocjonalność. Uprawiała więc bardzo szczególną poezję metafizyczną. Stała się mistrzynią wiersza tonicznego (tonizm). Debiutowała w okresie Młodej Polski (tom Ikarowe loty, 1911), dojrzałość artystyczną osiągnęła w dwudziestoleciu międzywojennym, a ostatni autorski tom wierszy wydała już na starość (Szeptem, 1966).

## Dorobek

### Wiersze
- Anioły
- Antygono patronko sióstr (1947 r.)
- Bądźcie wy ze mną
- Bezlitosna pamięć
- Białość
- Boga żywego z piersi ziemi zastygłej
- Co się musi stać
- Czarownica
- Ćma
- Do Litwy
- Do Matki Boskiej Ukrytej
- Do Wilna
- Duch i ciało
- Dziewczynka
- Inna jesień
- Jak lampka
- Jak przechować miłość
- Jaskry
- Jesienny żart
- Jesień
- Jest w Poznaniu
- Kain i Abel
- Licho
- Liście
- Liście klonowe
- Mieszkanie
- Miłość
- Modlitwa w tłoku
- Modlitwa za wichry
- Nieświęta męka
- Nieznane
- Nowe
- Oczekiwanie
- O jesieni
- Obrona
- Oczekiwanie
- Opowieść małżonki świętego Aleksego
- Opuszczenie
- Osobny pokój
- Pajęczyna
- Pejzaż
- Połów
- Powrót
- Przed zaśnięciem
- Pusty wiersz
- Rozstanie
- Rzeka
- Sam na sam
- Sen
- Szeptem
- Urocznica
- W korytarzu
- Wrzosy
- Z pastorałki
- Zła wróżba
- Zostanie

### Zbiory wierszy
Ważne miejsce w jej dorobku zajęły tomy:
- Rymy dziecięce (1923) – w zasadzie liryka dla dzieci, lecz też ku dorosłym kierowane unaocznienie dziecięctwa jako kategorii duchowej,
- zbiór wierszy Obrazy imion wróżebne (1926) – równocześnie zabawa poetycka i psychologicznie portrety,
- zbiór wierszy Czarodziejskie zwierciadełka (1929) – 50 wróżb wierszem (część druga Obrazów imion wróżebnych)[10].

Wydała także m.in. zbiory wierszy:
- Ikarowe loty (1911)
- Trzy struny (1917)
- Śmierć Feniksa (1922)
- Rymy dziecięce (1923)
- Połów (1926)
- Obrazy imion wróżebne (1926) – potem wznawiane jako Portrety imion
- Płaczący ptak (1927)
- Z głębi serca (1928)
- Popiół i perły (1930)
- Słowik litewski (1936)
- Wiersze o Marszałku Piłsudskim 1912–1935 (1936)
- Wiersze bezlistne (1942)
- Lekkomyślne serce (1959)
- Wiersze dziecięce (1959)
- Szeptem (1966) – ostatni autorski tom wierszy (potem ukazywały się wybory utworów)
- Ta jedna nić. Wiersze religijne (1967)
- Liście i posągi (1968)
- Odejście w tło (1976)

Oprócz wierszy uprawiała prozę. Do powieści dla dzieci Bajeczna opowieść o królewiczu La-Fi-Czaniu, o żołnierzu Soju i o dziewczynce Kio (1918) okładkę zaprojektował Witkacy. Tom Ścieżka obok drogi (1939) to, osobiście ujęte, „gawędy” o marszałku Piłsudskim. Do jej twórczości należy też wizyjna proza poetycka Z rozbitego fotoplastikonu (1957) i proza wspomnieniowa Niewczesne wynurzenia (1958). W tomie wspomnień Trazymeński zając (1968) portretowała wybitne osobistości (jak Stefan Żeromski). Pisała też dramaty – Ziemia rozdarta (1961), Rzeczy sceniczne (1969), pełne nadrealnego humoru (jak Banialuka o chuliganie).
Była autorką wielu przekładów, tłumacząc z angielskiego, niemieckiego, rosyjskiego, rumuńskiego i węgierskiego. Przekład kongenialny to powieść Anna Karenina Tołstoja. Tłumaczyła także amerykańską poetkę Emily Dickinson, dramat Don Carlos Schillera (1932).

## Ordery i odznaczenia
- Medal Świętego Jerzego (1917) – Rosja[11][12]
- Krzyż Oficerski Orderu Odrodzenia Polski (1934)[13]
- Złoty Wawrzyn Akademicki (1935)[14]
- Medal Dziesięciolecia Odzyskanej Niepodległości (1928)[6][11]
- Krzyż Komandorski Orderu Korony Rumunii (1937) – Rumunia[15][11]
- Krzyż Kawalerski Orderu Legii Honorowej (1937) – Francja[6][11]
- Złoty Krzyż Zasługi (1956)[11][16]
- Krzyż Komandorski Orderu Odrodzenia Polski (1974)[11]
- Złoty Order Pracy (1978) – Węgry[11][16]
- Krzyż Komandorski z Gwiazdą Orderu Odrodzenia Polski (1981)[11][16]

## Nagrody i wyróżnienia
- nagroda literacka miasta Wilna (1930) – jako pierwsza laureatka[17][18]
- Państwowa Nagroda Literacka (1934)[19][20]
- nagroda Węgierskiego Stowarzyszenia im. Adama Mickiewicza (1938) – „za zasługi położone dla zbliżenia polsko-węgierskiego”[21]
- nagroda Polskiego PEN Clubu (1954) – za twórczość przekładową[18]
- nagroda miasta Poznania w dziedzinie literatury (1957)[18][12]
- nagroda ministra kultury i sztuki I stopnia (1967) – za całokształt twórczości[22][18][23]
- nagroda Fundacji Alfreda Jurzykowskiego (1966)[23]
- nagroda miasta Poznania w dziedzinie upowszechniania kultury (1967)[16][24]
- nagroda paryskiej „Kultury” (1971) – za całokształt twórczości[16]
- Nagroda im. Jana Kasprowicza (1972) – jako pierwsza laureatka[23]
- poznański medal „Wielkiej zasłudze wdzięczne miasto” (1972)[25]
- Nagroda Państwowa I stopnia (1976) – za całokształt twórczości poetyckiej i przekładowej, ze szczególnym uwzględnieniem tomu poezji Szeptem[26][23]
- Odznaka Honorowa Miasta Poznania (1976)[11]
- Nagroda im. Brata Alberta (1981)[23][25]
- tytuł doktora honoris causa Uniwersytetu im. Adama Mickiewicza w Poznaniu (1981)[27]

## Upamiętnienie
- Od 1983 w Poznaniu, autorom najlepszych debiutanckich tomików poetyckich, przyznawana jest Nagroda im. K. Iłłakowiczówny, a uroczyste wręczenie nagrody odbywa się zawsze w mieszkaniu na Gajowej.
- W 1984 jej poznańskie mieszkanie przy ul. Gajowej 4 m. 8 zostało przekształcone w muzeum poświęcone poetce.
- Tablica ku jej czci odsłonięta 8 kwietnia 1984 r. umieszczona została w krużganku kościoła Dominikanów w Poznaniu.
- Ulice jej imienia znajdują się m.in. w Częstochowie, Katowicach, Koninie, Łodzi, Ostrowi Mazowieckiej, Ostrowie Wielkopolskim, Poznaniu, Szczecinie i we Wrocławiu.
- 8 marca 2024 jedna z sal w gmachu Ministerstwa Spraw Zagranicznych została nazwana jej imieniem[28].

## Pieśni inspirowane jej poezją
Rymy dziecięce
- Karol Szymanowski – Rymy dziecięce. Dwadzieścia piosenek dla dzieci na głos i fortepian op. 49 (1922–23), dedykowane (w roku 1925) „pamięci Alusi” (tragicznie zmarłej siostrzenicy, córki śpiewaczki Stanisławy Korwin-Szymanowskiej).
- Witold Lutosławski – Pięć pieśni na głos i fortepian (1957), także w oprac. na głos z orkiestrą (1958)
- Witold Lutosławski – Wodnica, Kołysanka lipowa na głos i fortepian (1934; zag.)[29]
- Jerzy Młodziejowski –  Szeptem 5 pieśni na głos średni i fortepian.